# Rainbach im Mühlkreis
Rainbach im Mühlkreis è un comune austriaco di 2 948 abitanti nel distretto di Freistadt, in Alta Austria; ha lo status di comune mercato (Marktgemeinde).